# Adalbert von Magdeburg

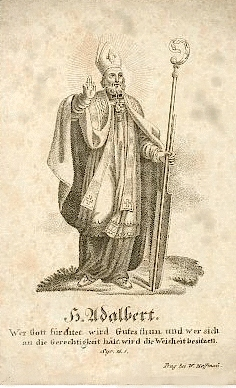
Adalbert von Magdeburg auf einer Darstellung von 1830

Der heilige Adalbert von Magdeburg (auch: Albert, Adelbert, Adalbert I., Albertus I., Adalbertus; * um 910 in Lothringen; † 20. Juni 981 in Zscherben) war erster Erzbischof von Magdeburg, Missionar und Geschichtsschreiber.

## Leben und Wirken
Seine Herkunft ist strittig. So wurde vermutet, dass er ein Angehöriger der älteren Babenberger gewesen sein könnte. Diese Annahme beruht auf dem Leitnamenprinzip. Der These Theo Kölzers zufolge, der sich auf eine Quelle aus dem Stift Borghorst beruft, soll Adalbert demgegenüber als Bruder der mit Bernhard von Sachsen vermählten Stiftsgründerin Berta zu identifizieren sein.
Adalbert wirkte zunächst in der Kanzlei des Erzbischofs von Köln und war ab 953 in der königlichen Kanzlei tätig. Von 958 bis 961 lebte er als Mönch im Kloster St. Maximin in Trier. 961 wurde er auf Empfehlung des Erzbischofs Wilhelm von Mainz, eines unehelichen Sohns Ottos I. mit einer slawischen Prinzessin, in der Funktion eines Missionsbischofs in das Reich der Kiewer Rus entsandt. Erfolglos, nur knapp dem Tod entronnen, kehrte er jedoch bereits 962 zurück. Trotz dieser erfolglosen Missionsreise wurde er Anfang 966 von den Mönchen des Klosters Weißenburg zum Abt gewählt. 967 begleitete er Otto II. nach Italien. In den Jahren 966/967 soll Adalbert eine Fortsetzung der Weltchronik des Regino von Prüm für die Jahre 907 bis 967 verfasst haben. Diese gilt als das „einzige bedeutende ottonische Annalenwerk des 10. Jahrhunderts“. Am 24. Dezember 968 wurde er vom Kaiser zum Erzbischof des neu gebildeten Erzbistums Magdeburg bestimmt. Ihm gelang es, die Magdeburger Domschule zum Bildungszentrum des Reiches auszubauen und damit die Bedeutung von Magdeburg noch einmals wesentlich zu erhöhen. Als Erzbischof hatte er weiterhin engen Kontakt mit dem Königshof. Adalbert empfing zahlreiche Urkunden von Otto I. und Otto II. Jedoch ist Adalbert in der Reichspolitik nicht mehr hervorgetreten. Der Aufbau des Erzbistums dürfte seine Haupttätigkeit gewesen sein.
Von 972 bis 981 wurde der heilige Adalbert von Prag, unter der Leitung des Priesters Ohtrich, an der Domschule Magdeburg ausgebildet und erhielt bei seiner Firmung durch Erzbischof Adalbert von Magdeburg dessen Namen. Ohtrich war ein früherer Schüler Bischof Adalberts.
Im Jahr 981 starb Adalbert in der Nähe von Halle und erlebte damit die Vernichtung der Bistümer Havelberg und Brandenburg im Slawenaufstand von 983 nicht mehr. Das Grab Adalberts befindet sich im Magdeburger Dom.

## Heiligsprechung und Nachleben
Adalbert wurde später heiliggesprochen. Sein katholischer Gedenktag ist der 20. Juni. Die 1983 bis 1985 erbaute St.-Adalbert-Kirche in Magdeburg ist nach ihm benannt.
Das Interesse der Mediävistik an der Person Adalberts und seines Werkes blieb jedoch gering. Eine erste grundlegende Untersuchung legte Karl Hauck erst 1974 vor.

## Werkausgaben
- Adalberti Continuatio Reginonis. In: Quellen zur Geschichte der sächsischen Kaiserzeit (= Ausgewählte Quellen zur deutschen Geschichte des Mittelalters. Freiherr vom Stein-Gedächtnisausgabe. Bd. 8). Übersetzt von Albert Bauer, Reinhold Rau. 5. gegenüber der 4. um einen Nachtrag erweiterte Auflage, Darmstadt 2002, ISBN 3-534-01416-2, S. 190–231.